# جوناثان مور (لاعب غولف)
جوناثان مور (بالإنجليزية: Jonathan Moore)‏ هو لاعب غولف أمريكي، ولد في 17 أبريل 1985 في أوسيانسيدي في الولايات المتحدة.

## وصلات خارجية
- جوناثان مور على موقع التصنيف العالمي الرسمي للغولف (الإنجليزية)